# Tetraonyx variabilis
Tetraonyx variabilis es una especie de coleóptero de la familia Meloidae.

## Distribución geográfica
Habita en Brasil y Venezuela.